# William Cocke

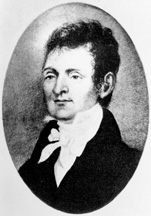
William Cocke

William Cocke, född 1747 eller 1748 i Amelia County, Virginia, död 22 augusti 1828 i Lowndes County, Mississippi, var en amerikansk politiker (demokrat-republikan). Han representerade delstaten Tennessee i USA:s senat 1796-1797 och 1799-1805.
Cocke studerade juridik och inledde sin karriär som advokat i Virginia. Han flyttade 1776 till området som tjugo år senare blev delstaten Tennessee. När Tennessee blev delstat, valdes Cocke och William Blount till de två första senatorerna. Cockes första mandatperiod var kortare än ett år och han efterträddes av Andrew Jackson. Två år senare valde delstatens lagstiftande församling Cocke till senaten för en sexårig mandatperiod.
Cockes grav finns på Friendship Cemetery i Columbus, Mississippi.